# Прапор Вільнянська
Пра́пор Вільнянська затверджений рішенням Вільнянської міської ради.

## Опис
Прапор міста Вільнянська являє собою прямокутне полотнище яке складається з трьох рівних, вертикально розташованих смуг: середня синього кольору, дві бокові — жовтого кольору. Ширина його до довжини в співвідношенні 2:3. Тобто жовто-синьо-жовтий прапор має таке ж співвідношення як і державний прапор.
На тлі середньої смуги (смуги синього кольору) розташовано герб міста. Герб на прапорі має обвідку повторюючи форму гербового щита, обвідка стрічка замкнена (кольору державного прапора). Послідовність розміщення та розміри смуг обвідки-стрічки по ширині: від золотистої обвідки герба перша йде біла смуга (ширина аналогічна золотистій обвідці герба), далі іде жовта смуга, її ширина дорівнює двом золотистим гербовим, далі — синя, аналогічна жовтій і остання — біла, ширина її дорівнює половині золотистої на щиті.
Герб розміщено на центральній (середній) смузі, вертикальні осі герба і смуги збігаються. Співвідношення верху (над гербом), до низу (під гербом) 1:15. Це від стрічкової обвідки до краю (верхнього і нижнього) прапора, без бахроми. Співвідношення боків від стрічкової обвідки до вертикальних країв синьої смуги прапора однакове. Герб для прапора, разом із стрічковою обвідкою, виконуються на білій тканині в двох екземплярах, потім, як і бахрома, пришивається до полотнища.
З обох боків (від середньої синьої смуги) на жовтих смугах зображуються в бік флагштоку: гілочка лавру з ягодами, від герба в протилежний бік гілочка дуба з жолудями. Вони символізують славу і міць. Нахил по центральній осі обох гілочок проходить під кутом аналогічним нахилу низу герба та стрічкової обвідки. Вісь гілочок іде по зімкненню жовтої і синьої стрічок. Ширина гілочок із листом дорівнює ширині усіх смуг стрічкової обвідки разом із золотистою обвідкою герба. Довжина однакова у співвідношенні з шириною герба. Колір гілочок (обох): листу зелений, ягід і жолудів — вохра. Можливий варіант загального кольору — золотистий. Відповідно, як і в геральдиці, зображення мають чорну обвідку.
По периметру прапора, крім сторони, де флагшток, розташована бахрома. Зверху, знизу і одного боку вона чергується: над і під і з боку смуги жовтого кольору — синя, і відповідно над і під і з боку синього кольору — жовта. Отож, при можливості таке виконання, а ні — тоді вся бахрома жовтого кольору.
Від верху, з-під наконечника, на мотузках також жовтого кольору китиці.
Флагшток сірого або вохристого кольору.